# Aeroportul Balmaceda
Aeroportul Balmaceda (IATA: BBA, ICAO: SCBA) este un aeroport din Balmaceda, Provincia Coyhaique, Regiunea Aysén, Chile ce deservește zona Coyhaique. Aeroportul a fost tranzitat în 2022 de 304.207 pasageri.
Situat la o altitudine de 524 m, aeroportul dispune de o singură pistă.